# غريس كيلي
غريس كيلي (بالإنجليزية: Grace Kelly) (12 نوفمبر 1929 - 14 سبتمبر 1982)، زوجة أمير موناكو رينيه الثالث. قبل زواجها من أمير موناكو كانت ممثلة أمريكية وسبق لها الفوز بجائزة الأوسكار للأفلام الأمريكية. ولدت في شرق فيلادلفيا، بنسيلفانيا، الولايات المتحدة وتوفيت بحادث سيارة وكانت واحدة من أربع أطفال لبريندان جون كيلي (المعروف بجاك كيلي) ومارغريت ماجر كاثرين كيلي.
وقد أنقذت إمارة موناكو من احتلال فرنسي أثناء رئاسة الرئيس الفرنسي شارل ديغول.

## حياتها الأسرية
تزوجت من أمير موناكو رينيه الثالث في عام 1956 وأنجبا ثلاثه أبناء هم:
- كارولين (ولدت في 23 يناير 1957).
- ألبير (ولد في 14 مارس 1958).
- ستيفاني (ولدت في 1 فبراير 1965).

## وصلات خارجية
- غريس كيلي على موقع IMDb (الإنجليزية)
- غريس كيلي على موقع ميتاكريتيك (الإنجليزية)
- غريس كيلي على موقع الموسوعة البريطانية (الإنجليزية)
- غريس كيلي على موقع روتن توميتوز (الإنجليزية)
- غريس كيلي على موقع مونزينجر (الألمانية)
- غريس كيلي على موقع قاعدة بيانات الأفلام العربية
- غريس كيلي على موقع ألو سيني (الفرنسية)
- غريس كيلي على موقع ميوزك برينز (الإنجليزية)
- غريس كيلي على موقع تيرنر كلاسيك موفيز (الإنجليزية)
- غريس كيلي على موقع أول موفي (الإنجليزية)